# Malattia di Tyzzer
La malattia di Tyzzer è una malattia contagiosa di origine batterica che può colpire ratti, gerbilli, criceti e altri roditori, procioni e cavalli. È causata dal batterio sporigeno Gram-positivo Clostridium piliforme (precedentemente noto come Bacillus piliformis). Viene trasmessa attraverso il ciclo fecale-orale.
Gli individui portatori del batterio sono normalmente asintomatici, ma una sindrome può emergere in individui trattati con cortisonici o immunosoppressori o in concomitanza con altre malattie. I sintomi non specifici includono anoressia, letargia, diarrea, pelo arruffato, e anche morte improvvisa; sono particolarmente soggetti a rischio di morte gli individui giovani (in particolare i neonati). 
L'autopsia può rivelare lesioni caratteristiche in diversi organi, fra cui fegato, colon e cuore.